# Burr Steers
Burr Steers (født 8. oktober 1965) er en amerikansk skuespiller, manuskriptforfatter og filminstruktør der bl.a. har stået bag film som Igby Goes Down og 17 Again.

## Filmografi i udvalg
- Reservoir Dogs (1992), skuespiller
- Pulp Fiction (1994), skuespiller
- Igby Goes Down (2002), instruktør og manuskriptforfatter
- How to Lose a Guy in 10 Days (2003), manuskriptforfatter
- 17 Again (2009), instruktør

## Ekstern henvisning
- Burr Steers på Internet Movie Database (engelsk)
- Burr Steers på Filmdatabasen
- Burr Steers på Scope
- Burr Steers på Svensk Filmdatabas (svensk)
- Burr Steers på AlloCiné (fransk)
- Burr Steers på AllMovie (engelsk)
- Burr Steers på The Movie Database (engelsk)